# Todd Michael Hall
Todd Michael Hall (Saginaw, 27 settembre 1969) è un cantante statunitense, famoso per essere   il cantante del gruppo heavy metal Riot V.

## Biografia
Ha debuttato come cantante nel 1989 in una band locale. Dopo una breve esperienza negli Avalon e nei Pulling Teeth, nel 2013 è entrato a far parte della storica band Heavy metal Riot V.  
Nel 2021 ha esordito come solista, con l'album Sonic Healing. È stato anche un concorrente della stagione 18 di The Voice.

## Vita privata
Todd è sposato con Lumpeny dopo una relazione a distanza, la coppia ha tre figli insieme.

## Discografia

### Da solista
- 2021 - Sonic Healing

### Con i Riot V
- 2014 - Unleash the Fire
- 2018 - Armor of Light
- 2024 - Mean Streets

### Con gli Avalon
- 2019 - Return To Heaven

### Con i Pulling Teeth
- 1994 - Pulling Teeth